# Iván Angulo
Iván Darío Angulo Cortés (Tumaco, 22 de março de 1999), mais conhecido como Iván Angulo, é um futebolista colombiano que atua como atacante. Atualmente joga pelo Orlando City.

## Carreira

### Palmeiras
Em 14 de janeiro de 2019 o atacante foi emprestado pelo Envigado ao Palmeiras por um ano com uma opção de compra ao final do negócio. Logo após a desembarcar em sua nova casa, destacou-se pela equipe Sub-20 do clube e foi peça chave no título inédito da Copa do Brasil Sub-20. Rápido e habilidoso, ele atua pelos lados do campo e sobressai pelos dribles, assistências e faro de gol.
Após as boas atuações, foi contratado em definitivo pelo Verdão em 3 de junho de 2019 e imediatamente integrado ao elenco profissional no segundo semestre de 2019.
No inicio de 2020, quase não foi utilizado pelo técnico Vanderlei Luxemburgo, nem sendo relacionado entre os 30 inscritos da Libertadores e ficando à disposição para empréstimo.

#### Empréstimo ao Cruzeiro
Em 16 de março de 2020, após muito tempo de negociação, foi emprestado ao Cruzeiro para a sequência da temporada.

#### Retorno ao Palmeiras
Em 22 de julho de 2020 voltou ao Palmeiras, que solicitou o retorno antecipado do empréstimo, para recompor o ataque alviverde.

#### Retorno ao Cruzeiro
Quarenta dias depois, retornou novamente por empréstimo ao Cruzeiro.

#### Empréstimo ao Botafogo
Em outubro de 2020, Angulo foi emprestado ao Botafogo até o final do Campeonato Carioca. Retornou ao Palmeiras em março de 2021.

#### Empréstimo ao Portimonense
Em agosto, Angulo foi emprestado ao Portimonense.

## Seleção Colombiana
Convocado constantemente pelas Seleções de base de seu país, foi um dos melhores jogadores da Seleção Colombiana na Copa do Mundo Sub-20 FIFA, na Polônia, e no Sul-Americano da categoria, no Chile.

## Títulos
Palmeiras
- Campeonato Paulista: 2020